# 突撃 (1928年の映画)
『突撃』（とつげき、Stand and Deliver）は、ロッド・ラ・ロックとルーペ・ベレスが主演し、ドナルド・クリスプが監督した1928年の映画。セシル・B・デミルがプロデュースに加わり、パテ・エクスチェンジから配給された。

## あらすじ
イギリス人の飛行士ロジャー・ノーマンは、第一次世界大戦の英雄だが、ロンドンでの平和な生活に退屈していた。折からギリシャ国内の混乱を知って、ギリシア軍に身を投じて騎馬隊の中尉となる。匪賊の討伐に赴いた際、ノーマンは、火が放たれた農家から、若い娘ジャニアを救出したのだが ...

## キャスト
- ロッド・ラ・ロック（英語版） - ロジャー・ノーマン (Roger Norman)
- ルーペ・ベレス - 農家の娘、ジャニア (Jania, a Peasant Girl)
- ワーナー・オーランド（英語版） - 匪賊のリーダー、ギカ (Ghika, Bandit Leader)
- ルイ・ナトー（英語版） - ダルジア大尉 (Captain Dargia)
- クラレンス・バートン（英語版） - メロク大尉 (Captain Melok)

## 保存状況
この作品のプリントは、ジョージ・イーストマン博物館やUCLA映画テレビアーカイブ、ニュージーランド映画アーカイブに保存されている。